# ریچارد اتکینسون
ریچارد اتکینسون (انگلیسی: Richard J. C. Atkinson; ۲۰ ژانویهٔ ۱۹۲۰ – ۱۰ اکتبر ۱۹۹۴) انسان‌شناس، و باستان‌شناس پیشاتاریخ اهل بریتانیا بود. او به‌خاطر کاوش در استون‌هنج شناخته می‌شود.